# Studnisko (wieś)
Studnisko – wieś w Polsce położona w województwie lubelskim, w powiecie opolskim, w gminie Józefów nad Wisłą.
W latach 1975–1998 miejscowość administracyjnie należała do ówczesnego województwa lubelskiego.
Wieś stanowi sołectwo w gminie Józefów nad Wisłą. Według Narodowego Spisu Powszechnego z roku 2011 wieś liczyła 181 mieszkańców.

## Historia
W wieku XIX wieś w gminie Józefów nad Wisłą w ówczesnym województwie lubelskim. W drugiej połowie XIX w. na terenie dóbr Nieszawa w powiecie puławskim osadzono wieś Studzinko. Nazywano ją również w tym czasie Studnicko lub Studnisko. Od 1899 r. występuje już tylko nazwa Studnisko (Katalog diecezjalny lubelski z roku 1899). W spisie z roku 1921 były to dwie kolonie w gminie Rybitwy: Studnisko i Studnisko Borowskie. Od lat 70. XX wieku pozostała tylko jedna wieś.